# Милиеринговые
Милиеринговые (лат. Milyeringidae) — семейство лучепёрых рыб из отряда бычкообразных (Gobiiformes). Ранее рассматривалось в ранге подсемейства в семействе Eleotridae. Австралийский морской биолог Гилберт Перси Уитли в 1945 году выделил семейство Milyeringidae, поместив в него монотипический род Milyeringa. Единственной морфологической особенностью представителей нового семейства, отделяющих их от представителей семейства Eleotridae, являлось отсутствие глаз. Впоследствии было описано несколько новых видов и ещё один род. Пещерные рыбы. Австралия и Мадагаскар.

## Описание
Рыло удлинённое, лопатообразное. Полное отсутствие глаз. Хорошо развита система сенсорных сосочков на голове. Тело полностью бесцветное (за исключением Typhleotris mararybe, которые равномерно окрашены в тёмный цвет, кроме дистальной части плавников).

## Классификация
В состав семейства включают 2 рода с 6 видами:
- Milyeringa Whitley, 1945. 3 вида. Полуостров Норт-Уэст-Кейп в Западной Австралии и остров Барроу. Голова без чешуи; вся чешуя циклоидная; нижняя часть тела полностью покрыта чешуёй.
- Typhleotris Petit, 1933. 3 вида. Карстовые пещеры юго-западной части Мадагаскара. Наличие чешуи, заходящей на голову; в некоторых частях тела имеется ктеноидная чешуя; часть груди и брюха без чешуи.